# Грин, Гэри
Гэри Грин (англ. Gary Green, 20 ноября 1950, Страуд Грин, Лондон) — британский рок-музыкант, гитарист, участник группы прогрессивного рока Gentle Giant. Гэри входил в состав группы с самого начала её существования в 1970 году и вплоть до распада в 1980 году. Стилистика его игры варьировалась в широких пределах, но, в целом, отмечают блюзовое звучание его гитары. Так же как и другие участники группы, он играл на большом количестве различных инструментов.
Позднее он играл в группе Mother Tongue. В последние годы Грин участвует в совместных проектах с Билли Шервудом.